# Flowers (롤링 스톤스의 음반)
《Flowers》는 1967년 6월 26일에 발매된 영국의 록 밴드 롤링 스톤스의 두 번째 컴필레이션 음반이다. 이 그룹은 1965년까지 다양한 스튜디오에서 이 노래들을 녹음했다. 이 곡들 중 세 곡은 〈My Girl〉, 〈Ride On, Baby〉, 〈Sittin' on a Fence〉가 발매된 적이 없었는데, 그 중 첫 번째 곡은 〈(I Can't Get No) Satisfaction〉 세션 중 1965년 5월에 녹음되었고, 나머지 두 곡은 첫 번째 《Aftermath》 세션 중 1965년 12월에 녹음되었다. 이 음반의 나머지 트랙은 싱글로 등장하거나 미국 버전의 《Aftermath》와 《Between the Buttons》에서 누락되었다.
제목은 밴드 멤버들의 초상화 아래에 꽃줄기가 있는 음반의 커버를 의미한다. 베이시스트 빌 와이먼은 믹 재거와 키스 리처즈가 의도적으로 브라이언 존스의 꽃줄기에 나뭇잎이 없도록 배열했다고 주장한다. 이 초상화들은 영국판 《Aftermath》에서 나온 것이다. 《Flowers》는 1967년 늦여름 동안 미국에서 3위에 올랐고 골드로 인증받았다. 2002년 8월, 이 음반은 ABKCO 레코드에 의해 CD와 SACD 디지팩으로 리마스터드되어 재발매되었다.

## 평가
| 평가 점수                     | 평가 점수 |
| 출처                          | 점수      |
| ----------------------------- | --------- |
| AllMusic                      | [ 2 ]     |
| The Rolling Stone Album Guide | [ 3 ]     |
| Tom Hull                      | A−        |

다양한 컴필레이션 때문에 《Flowers》는 원래 일부 음악 평론가들에 의해 미국 청취자들을 겨냥한 홍보 전략으로 무시되었다. 반면 비평가 로버트 크리스트가우는 매니저 앤드류 루그 올덤과 루 애들러가 "페퍼 상사를 향한 포탄 그 자체, 마치 말하는 것처럼, '이 헛소리에서 떨어져, 얘들아' 넌 단지 돈 때문에 그 안에 있다"로 음반을 발매할 것을 제안했다." 그는 1970년에 《빌리지 보이스》에 글을 썼다.
멍청한 커버 아트(메인스트림 빅 브라더 재킷만큼 나쁘고, 의도적으로 나쁘기만 하다), 저렴한 곡 선택(이전 음반에서 절반은 반복됨), 그리고 이미 의미 없는 '꽃 음악' 아이디어의 모순된 사용으로 인해, 경향은 그것을 또 다른 런던 레코드의 악용으로 반쯤 치부하는 것이었습니다. 우리는 나중에야 그 신곡들이 얼마나 강하고 불결한지 깨달았습니다.

올뮤직에 대한 회고적 리뷰에서 리치 언터버거는 《Flowers》에게 별 다섯 개 중 네 개 반을 주었고, 그것이 편집하는 음악은 마케팅 "리핑"으로 치부되지 않을 만큼 예외적이라고 말했다. "다른 곳에서는 구할 수 없는 뛰어난 자료가 있고, 음반 전체는 끝에서 끝까지 매우 잘 재생됩니다." 톰 문은 《롤링 스톤 앨범 가이드》 (2004년)에서 이 음반에 별 다섯 개를 주었고 "이 음반은 섹스, 마약, 가십에 대한 욕구를 가진 다섯 명의 부유한 젊은이들이 모이는 사회적 장면에 대한 콘셉트 음반인 롤링 스톤스의 최고의 음반 중 하나로 함께 보관됩니다"라고 썼다.

## 곡 목록
모든 곡들은 특별한 언급이 없는 한 믹 재거와 키스 리처즈에 의해 작사/작곡하였다.
| #  | 제목                                                         | 작사·작곡                    | 재생 시간 |
| -- | ------------------------------------------------------------ | ---------------------------- | --------- |
| 1. | 〈Ruby Tuesday〉                                             |                              | 3:17      |
| 2. | 〈Have You Seen Your Mother, Baby, Standing in the Shadow?〉 |                              | 2:34      |
| 3. | 〈Let's Spend the Night Together〉                           |                              | 3:36      |
| 4. | 〈Lady Jane〉                                                |                              | 3:08      |
| 5. | 〈Out of Time〉                                              |                              | 3:41      |
| 6. | 〈My Girl〉                                                  | 스모키 로빈슨, 로널드 화이트 | 2:38      |

| #  | 제목                       | 재생 시간 |
| -- | -------------------------- | --------- |
| 1. | 〈Back Street Girl〉       | 3:26      |
| 2. | 〈Please Go Home〉         | 3:17      |
| 3. | 〈Mother's Little Helper〉 | 2:46      |
| 4. | 〈Take It or Leave It〉    | 2:46      |
| 5. | 〈Ride On, Baby〉          | 2:52      |
| 6. | 〈Sittin' on a Fence〉     | 3:03      |

## 인증
| 국가                       | 인증 | 판매량/출하량 |
| -------------------------- | ---- | ------------- |
| 미국 (RIAA)                | 골드 | 500,000^      |
| ^출하량을 기반으로 한 인증 |      |               |